# Burdachia
Burdachia är ett släkte av tvåhjärtbladiga växter. Burdachia ingår i familjen Malpighiaceae.
Kladogram enligt Catalogue of Life:
| Burdachia | \| \| Burdachia duckei \| \| \| \| \| \| Burdachia prismatocarpa \| \| \| \| \| \| Burdachia sphaerocarpa \| \| \| \| |
|           | \| \| Burdachia duckei \| \| \| \| \| \| Burdachia prismatocarpa \| \| \| \| \| \| Burdachia sphaerocarpa \| \| \| \| |
|           | Burdachia duckei |
|           | |
|           | Burdachia prismatocarpa                                                                                               |
|           | |
|           | Burdachia sphaerocarpa                                                                                                |
|           | |